# (6273) Kiruna
(6273) Kiruna est un astéroïde de la ceinture principale.

## Description
(6273) Kiruna est un astéroïde de la ceinture principale. Il fut découvert le 1er mars 1992 à La Silla par le programme UESAC. Il présente une orbite caractérisée par un demi-grand axe de 2,48 UA, une excentricité de 0,25 et une inclinaison de 1,7° par rapport à l'écliptique.

## Compléments